# Eviphidoidea
Eviphidoidea (лат.) — надсемейство хищных гамазовых клещей из отряда Mesostigmata надотряда Parasitiformes. Насчитывают более 700 видов.

## Описание
Мелкие хищные клещи (длина около 1 мм). Встречаются в поверхностных слоях почвы, лесной подстилке и в скоплениях разлагающегося органического материала. Многие эвифидоиды адаптировались к временным средам обитания, таким как навоз, падаль и берега, и развили форетические отношения с различными членистоногими в качестве средства распространения, когда эти эфемерные субстраты ухудшаются. Дорсальный щит цельный, обычно с двумя парами склеротических образований (склеронодули) в передней части. Стернальный щит самок обычно с 3 или 4 парами щетинок. Голени первой пары ног с 1 постеровентральной, 2—3 постеродорсальными щетинками и 1 или 2 антеролатеральными щетинками. Голени третьей пары ног с 7—8 щетинками.

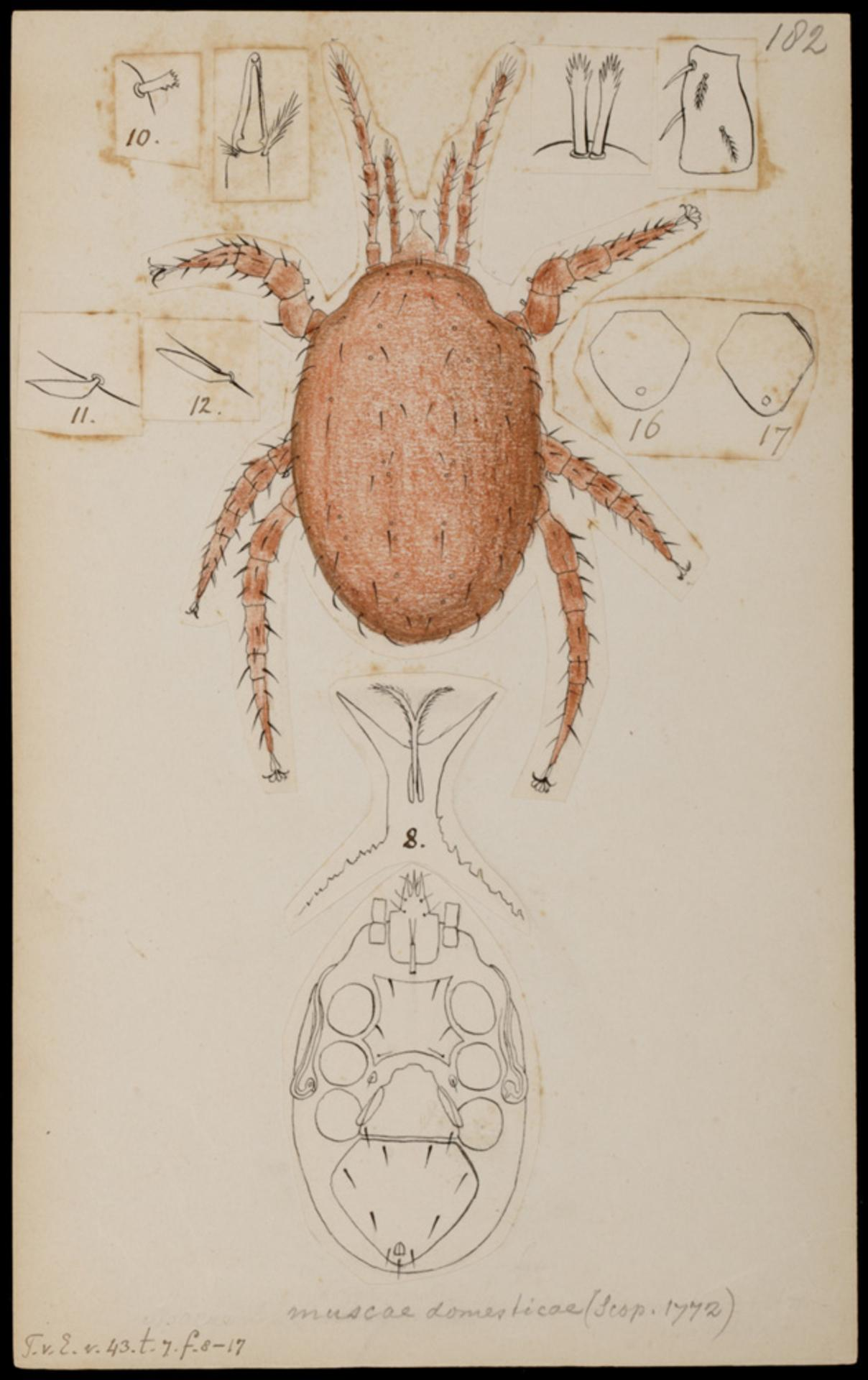
Macrocheles
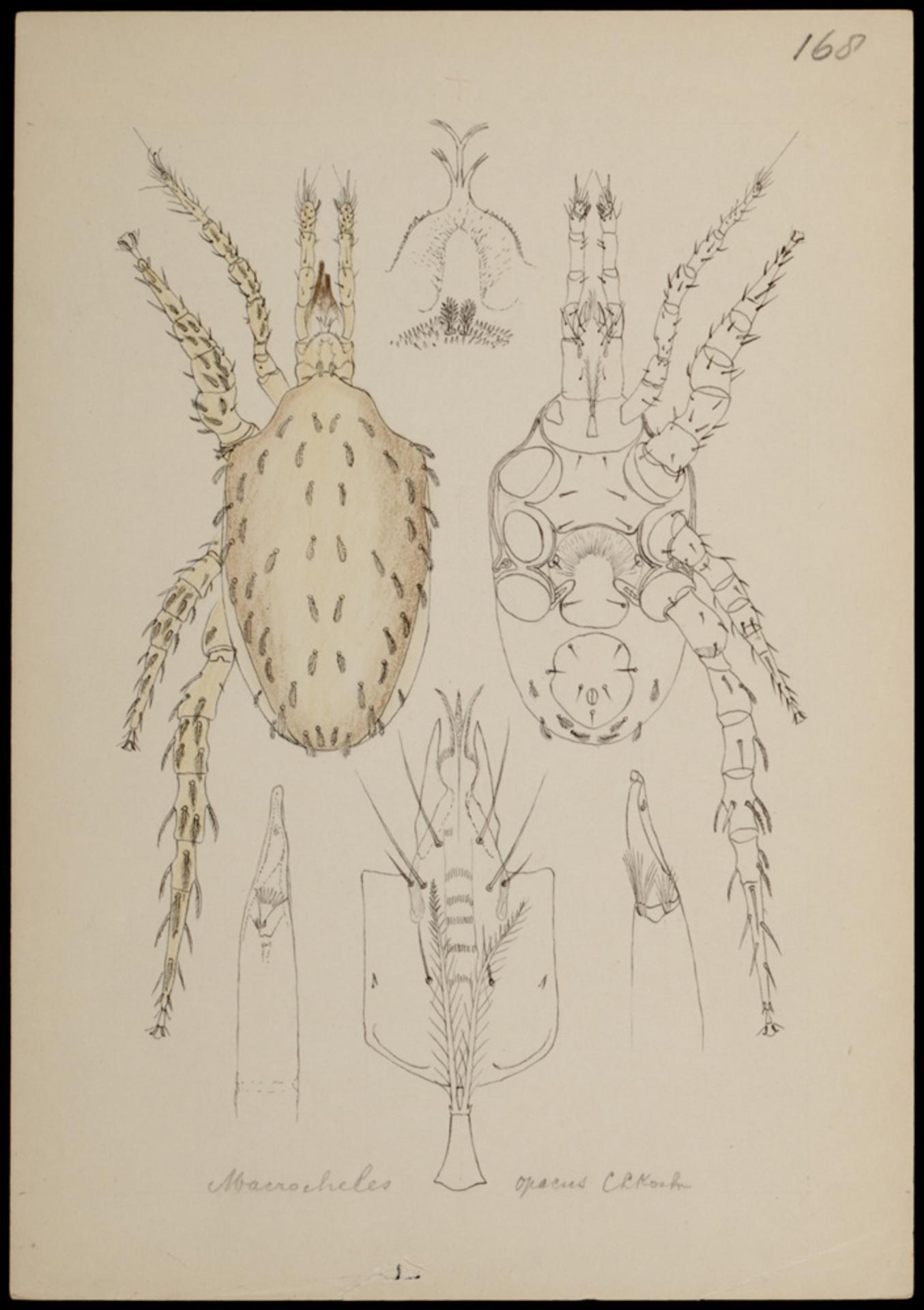
Macrocheles opacus
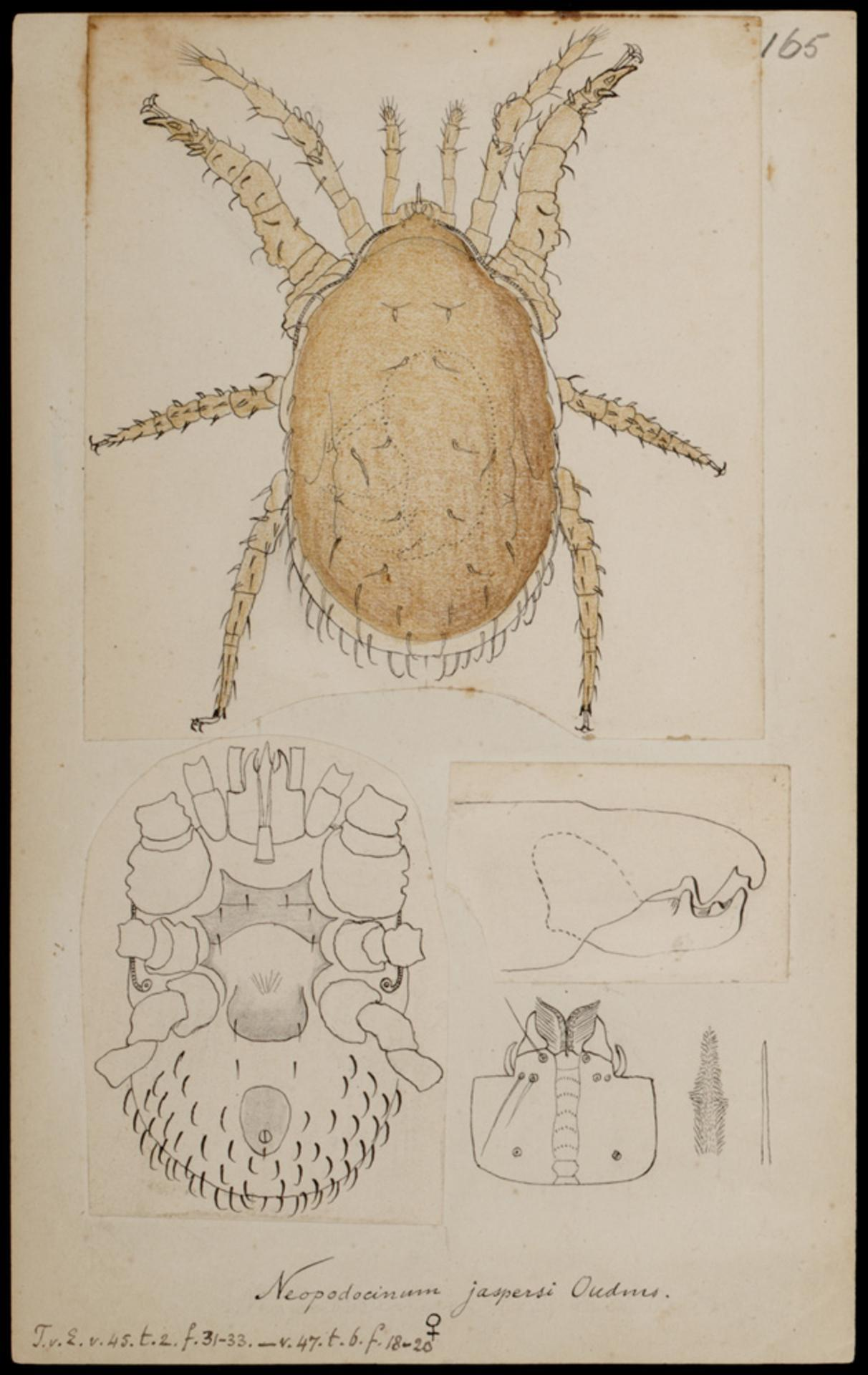
Neopodocinum jaspersi
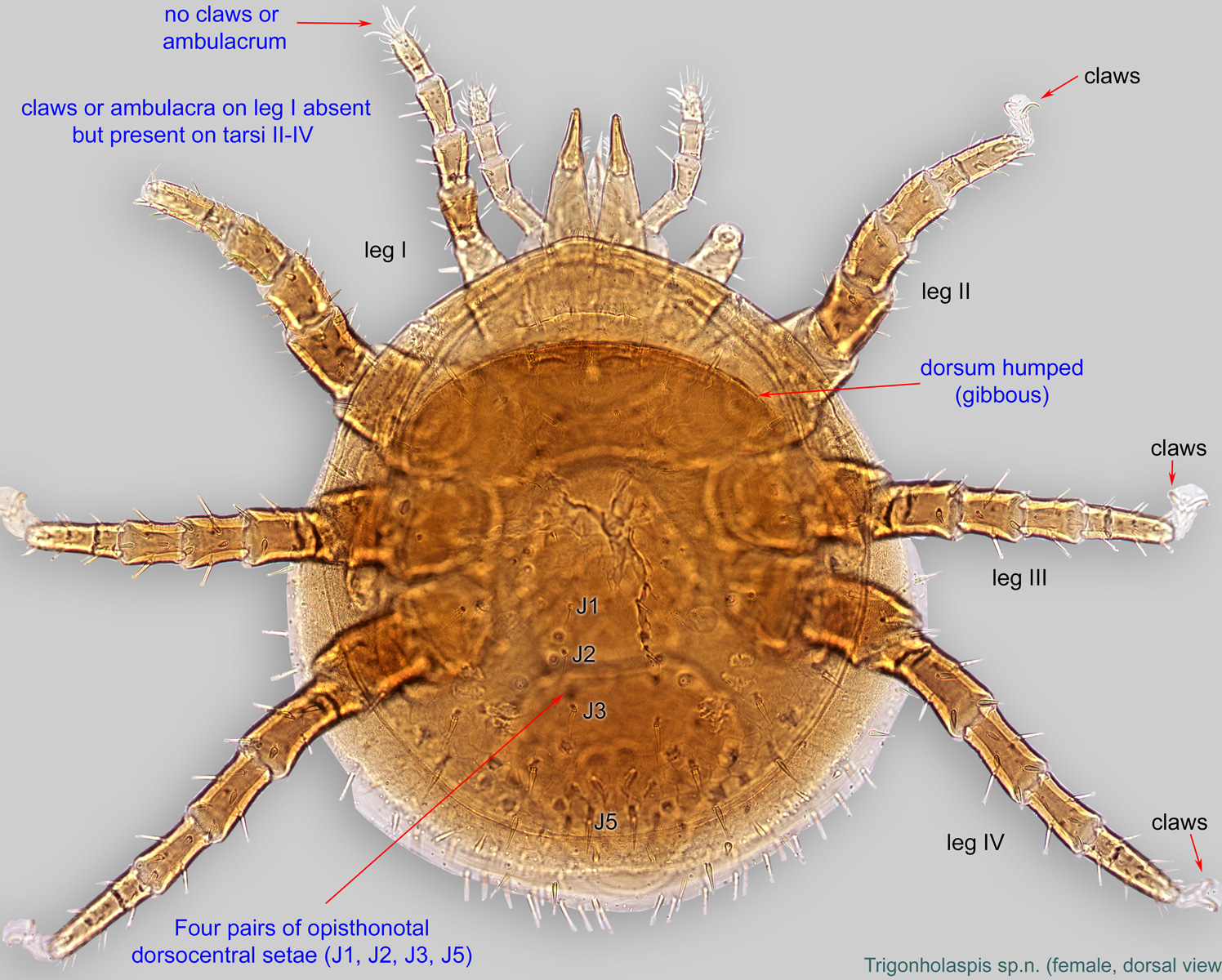
Trigonholaspis
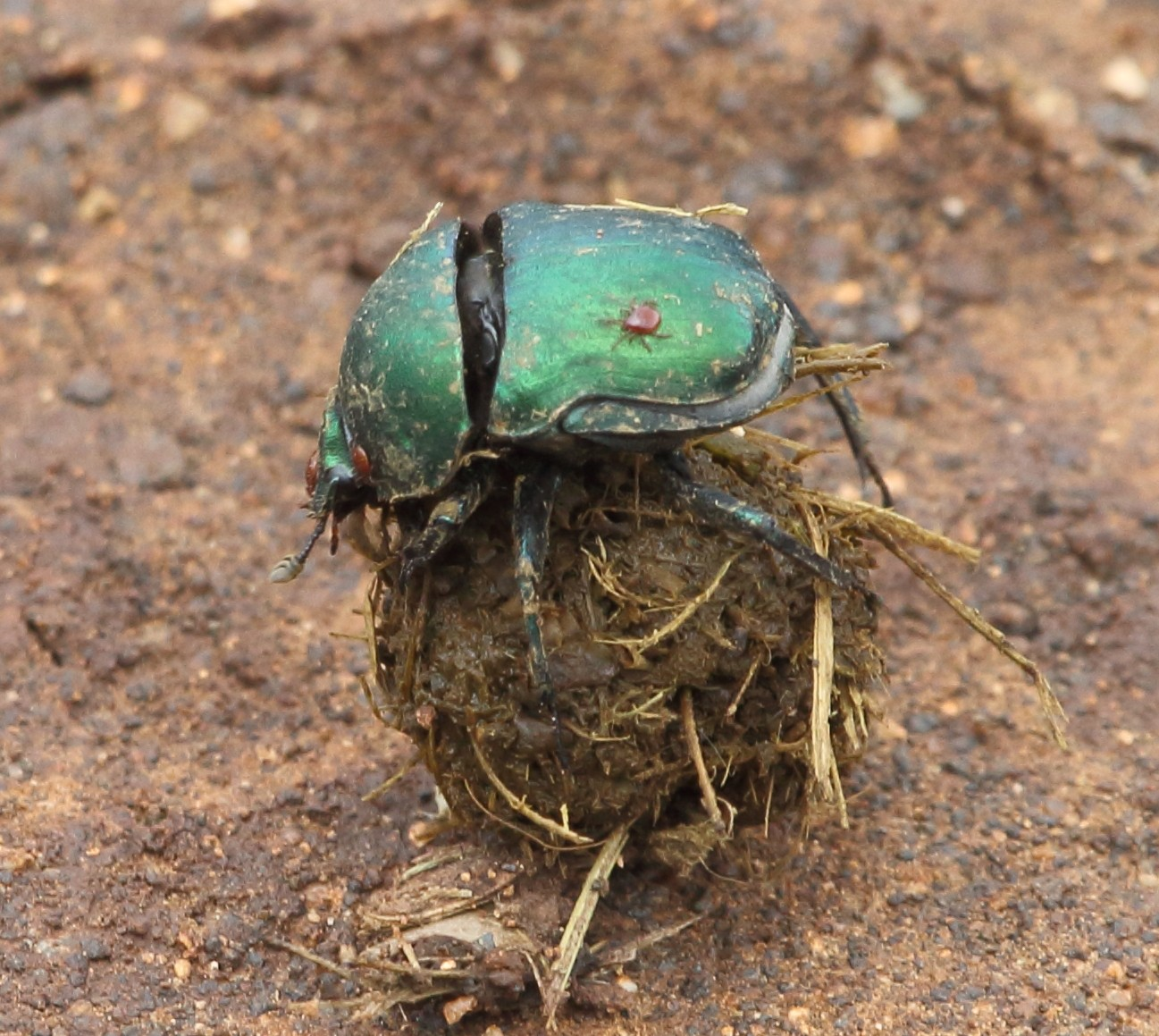
Macrochelidae на навознике Garreta whalbergi

## Классификация
Более 700 видов в 5 семействах.
- Eviphididae Berlese, 1913 (19 родов, 108 видов)[3]
- Leptolaelapidae Karg, 1978 (12, 48)
- Macrochelidae Vitzthum, 1930 (20, 470)[4]
- Pachylaelapidae Berlese, 1913 (26, 199)
- Parholaspididae Evans, 1956 (12, 96)